# Hans Best

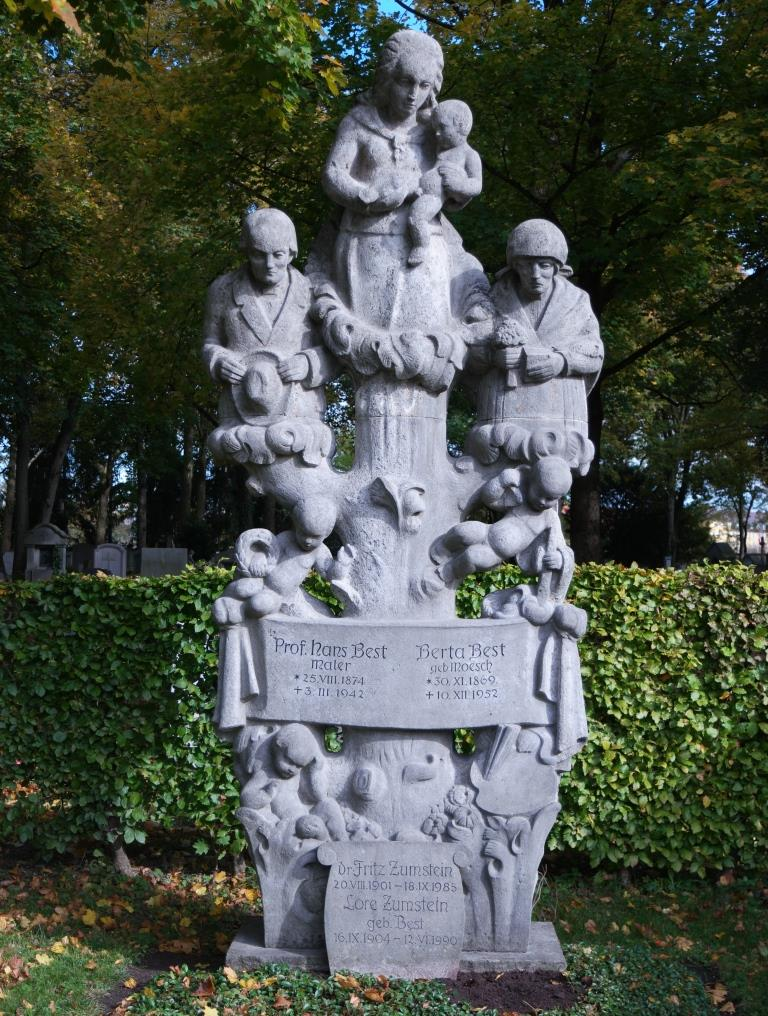
Grab von Hans Best auf dem Westfriedhof in München

Johann „Hans“ Best (* 25. August 1874 in Mannheim; † 3. März 1942 in München) war ein deutscher Landschafts- und Genremaler, der auch als Bildhauer, Zeichner und Illustrator wirkte.

## Leben
Best war der Sohn eines Schreinermeisters aus Mannheim. Am 30. Oktober 1894 immatrikulierte er sich an der Akademie der Bildenden Künste München für die Naturklasse bei Karl Raupp. Auch Wilhelm von Diez gehörte zu seinen Lehrern.
Nach Abschluss seiner Studien reiste er nach Italien und verbrachte ein Jahr in Triest. Anschließend eröffnete er ein Atelier in München, wurde Mitglied der Münchner Künstlergenossenschaft und Jurymitglied ihrer Jahresausstellungen. Er unternahm mehrere Reisen durch Italien, Frankreich und Belgien und lehrte als Professor für Graphik an der Königlichen Kunstgewerbeschule München. Best besaß ein Sommerhaus bei Fürstenfeldbruck und entnahm die Motive seiner Genrebilder überwiegend dem bayerischen Landleben. Viele seiner Gemälde, die oft einen humoristischen Einschlag haben, fanden als Postkartenmotive weite Verbreitung. Für den Ernst Wasmuth Verlag fertigte er eine Reihe von Wandtafel-Illustrationen. Als Bildhauer war er hauptsächlich als Tierbildner tätig.

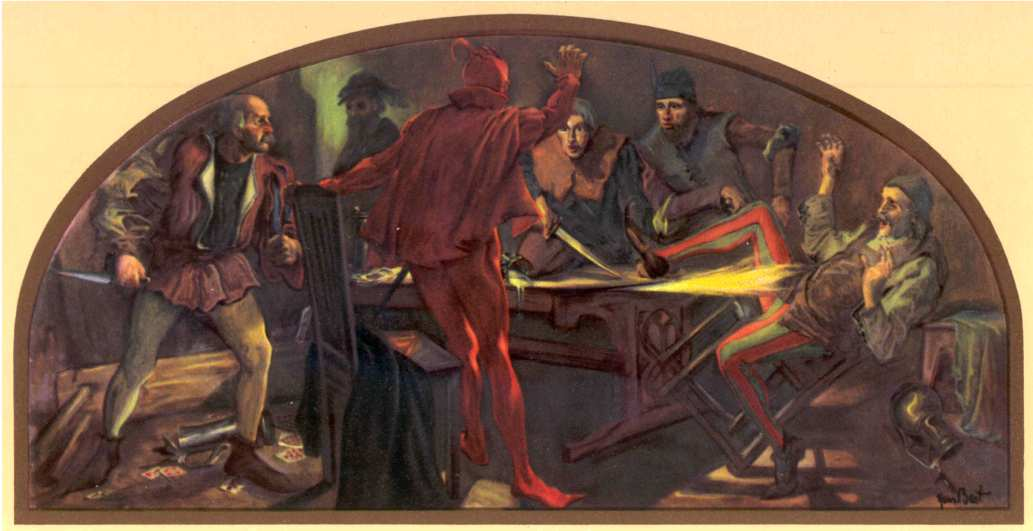
Falsch Gebild und Wort… (Auerbachs Keller in Leipzig)

1913 schuf er die Ausmalung der Lünetten in Auerbachs Keller in Leipzig.
Auf den Ausstellungen im Münchner Glaspalast war er bis zum Brand 1931 fast regelmäßig über die Münchener Künstlergenossenschaft vertreten, zuletzt mit den Ölgemälden Deutschland und Verleumdung sowie einer Bronzebüste des Prof. Georg Fuchs. Auch auf den Großen Deutschen Kunstausstellungen der Jahre 1937 bis 1942 war Hans Best mit 30 Bildern und vier Plastiken präsent.

## Auszeichnungen
- 1913 Goldmedaille der Glaspalast-Ausstellung
- 1916 Österreichische Staatsmedaille
- 1940 Lenbach-Preis der Stadt München

## Schriften
- Architektur-Skizzen. Kanter & Mohr, Berlin/Cöln 1901